# Fischereischutzboot

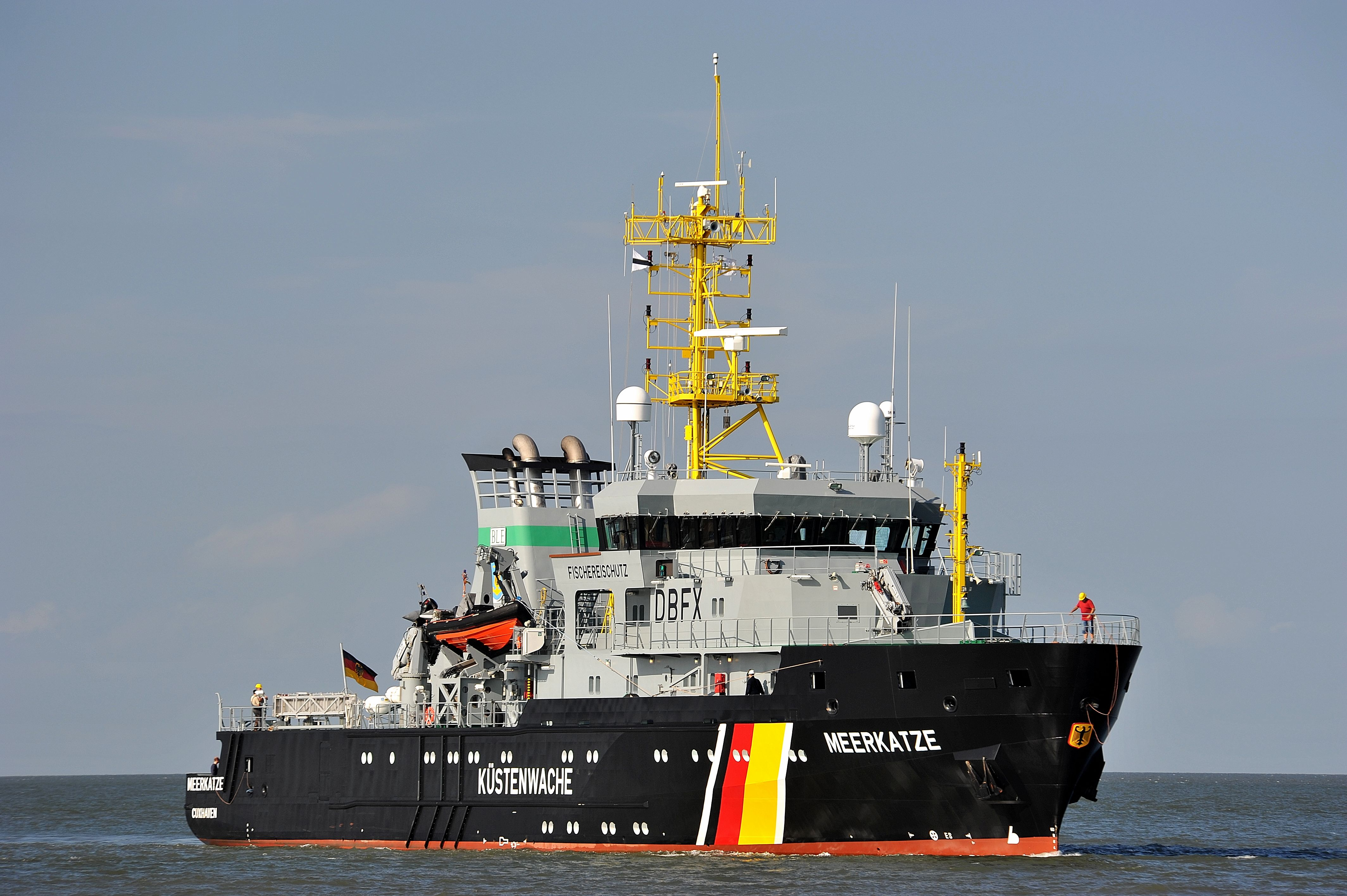
Fischereischutzboot Meerkatze vor Cuxhaven

Fischereischutzboote überwachen im staatlichen Auftrag die Einhaltung der Fischereivorschriften auf den Fangplätzen und in den Fanggebieten der Küsten- und Hochseefischerei. Neben der Ausübung polizeilicher Aufgaben wie Kontrolle der Logbücher, der Maschenöffnungen der Netze, der Fangmengen sowie die Fangzusammensetzung, leisten ihre Besatzungen u. a. technische und medizinische Hilfe sowie Wetterberatung. In einigen Ländern, so in England und Dänemark, ist der Fischereischutz Aufgabe des Militärs.

## Deutschland
Auch in Deutschland war der Fischereischutz Aufgabe der Kaiserlichen Marine und ab 1919 der Reichsmarine. So waren die Schiffe der Brummer-Klasse überwiegend im Fischereischutz tätig. In den 1930er Jahren dienten die Marineschiffe Elbe und Weser als Fischereischutzboote.
Die Bundesrepublik Deutschland verfügt heute über drei Fischereischutzboote, die von der Bundesanstalt für Landwirtschaft und Ernährung bereedert werden:
- Seeadler (Indienststellung 2000)
- Seefalke (Indienststellung 2008)
- Meerkatze (Indienststellung 2009)

Die deutschen Fischereischutzboote sind Teil der deutschen Küstenwache im Koordinierungsverband Küstenwache, als Vollzugskräfte des Bundes auf See.
Ehemalige Fischereischutzboote der Bundesrepublik waren:
- Meerkatze (1950–1974)
- Frithjof (1968–1997)
- Anton Dohrn (1972–1986)
- Meerkatze (1977–2009)

Die DDR betrieb mit der Robert Koch von 1956 bis 1979 ein Fischereihilfsschiff, dessen Einsatzspektrum prinzipiell gleich demjenigen der bundesdeutschen Fischereischutzschiffe im selben Zeitraum war, d. h. medizinische, technische und meteorologische Unterstützung der Hochseefischerei.

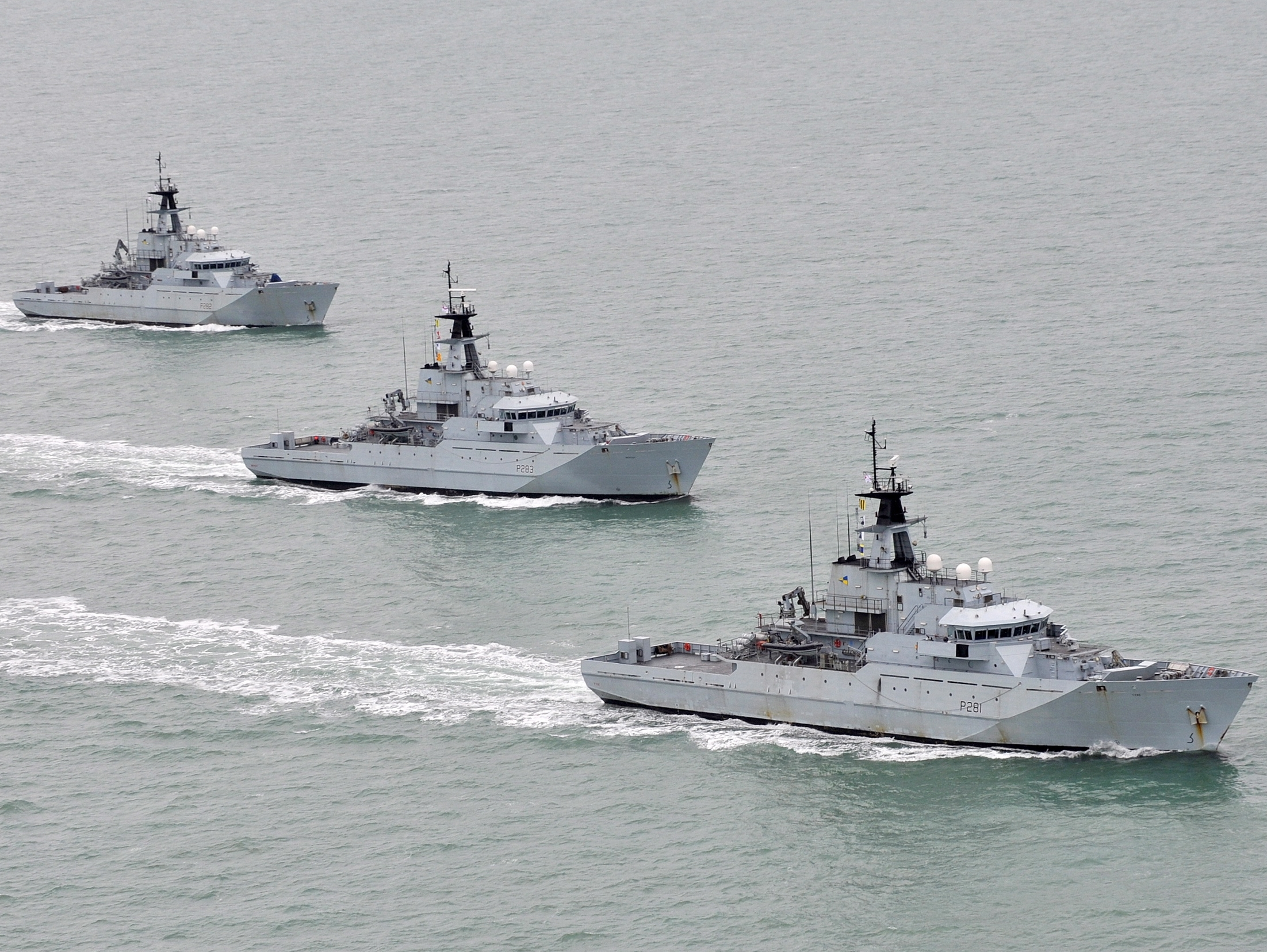
Britische Fischereischutzboote der River-Klasse: HMS Severn, HMS Tyne und HMS Mersey

## England und Schottland
Die Fishery Protection Squadron ist ein traditionsreicher Teil der Royal Navy. Schon Admiral Horatio Nelson diente in der Squadron, die heute vier Schiffe umfasst und mit zivilen Behörden zusammenarbeitet. Die Scottish Fisheries Protection Authority verfügt über zwei eigene Schiffe.

## Irland
Als Inselstaat überwacht Irland eine relativ große AWZ. Für den irischen Fischereischutz ist die Naval Service (Irische Seestreitkräfte) zuständig. Zwischen 2014 und 2016 wurden dafür die drei Hochseepatrollienboote der Samuel Beckett Klasse, LÉ Samuel Beckett, LÉ James Joyce und LÉ William Butler Yeats in Dienst gestellt.

## USA
Die Aufgaben des Fischereischutzes übernimmt in den USA die Fishing Vessel Safety Division der United States Coast Guard (Küstenwache).